# سحاک یریح
سحاک یریح، روستایی از توابع بخش شادروان شهرستان شوشتر در استان خوزستان ایران است.

## جمعیت
این روستا در دهستان شعیبیه غربی قرار دارد و براساس سرشماری مرکز آمار ایران در سال ۱۳۸۵، جمعیت آن ۲۱۰ نفر (۴۳خانوار) بوده‌است.